# Титов, Пётр Акиндинович
Пётр Акинди́нович Тито́в (1843—1894) — русский кораблестроитель-самоучка, главный инженер Франко-русского судостроительного завода в Санкт-Петербурге, построил эскадренные броненосцы «Император Николай I» и «Наварин», а также другие суда различного ранга и класса для Российского императорского флота; изобретатель и рационализатор, новатор в области технологии кораблестроительного производства, разработал новый вид обработки судостроительной стали, усовершенствовал процесс клёпки, разметки и проколки отверстий в стальных листах набора корпуса кораблей, изобрёл кессон для ремонта подводной части кораблей без ввода их в док.

## Биография

### Ранние годы
Пётр Акиндинович Титов родился в 1843 году в селе Квасьево Касимовского уезда Рязанской губернии (по другим данным в Касимове). Отец Петра происходил из рязанских крестьян, работал машинистом парохода линии Петрозаводск — Кронштадт. С 1855 года Пётр начал трудовую деятельность подручным у своего отца на пароходе, а зимой трудился на Кронштадтском пароходном заводе рабочим.
В 1859 году поступил рабочим в кораблестроительную мастерскую Невского судостроительного завода в Санкт-Петербурге. Через некоторое время был назначен подручным на плаз, затем переведён в заводскую чертёжную. Вновь вернулся на плаз, но уже плазовым мастером.

### Строитель кораблей
В конце 1860-х годов Титов стал помощником корабельного мастера, англичанина Бейна. В 1873 году, после скоропостижной кончины Бейна, продолжил его работу и стал строителем полуброненосного фрегата «Генерал-адмирал», который был заложен 15 сентября 1870 года на Охтинской адмиралтейской верфи. Наблюдающим за постройкой был корабельный инженер капитан Н. А. Субботин. Корабль был достроен и спущен на воду 26 сентября 1873 года.

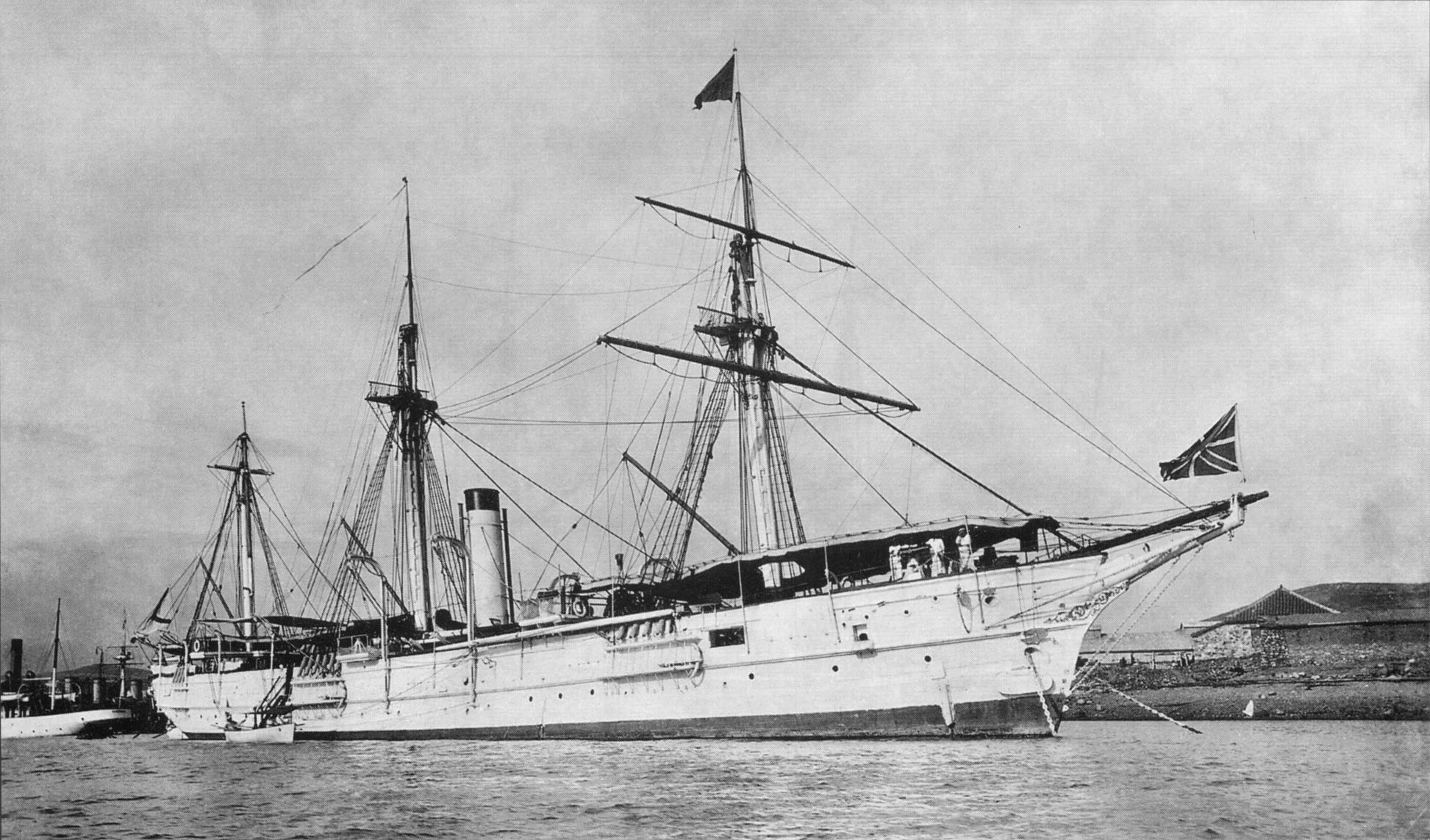
Парусно-винтовой клипер «Разбойник».
Первый корабль построенный самостоятельно П. А. Титовым

В 1877 году на Невском судомеханическом заводе был заложен парусно-винтовой клипер 4-й серии типа «Крейсер» (крейсер 2-го ранга) «Разбойник», строителем которого был назначен П. А. Титов, наблюдающим за постройкой — капитан Н. А. Субботин. Это был первый корабль, который был построен самостоятельно Титовым. 5 августа 1878 года «Разбойник» был спущен на воду. 15 мая 1880 года был спущен на воду второй, подобный «Разбойнику», парусно-винтовой клипер «Вестник», который был также построен под руководством П. А. Титова.

Лодка Джевецкого в Центральном военно-морском музее

В 1879 году инженер и изобретатель С. К. Джевецкий спроектировал и построил на Невском заводе миниатюрную подводную лодку с двумя гребными винтами и экипажем из четырёх человек. Лодка осуществляла движение силой ног человека. «Малютка» успешно прошла испытания, и правительство решило построить 50 таких лодок, предназначаемых для обороны приморских крепостей. Строительство было засекречено, заказы разослали на разные заводы, чертежи все были составлены в разных масштабах и в различных метрических системах. Несмотря на такую секретность, Титов ознакомившись с разноформатными чертежами, разгадал заказ и предложил новую технологию изготовления корпусов лодок. Он перечертил все детали в одном масштабе, сложил их вместе и получил «секретный» корпус лодки. Титов улучшил и по-своему организовал заготовку деталей корпуса: согласовав пазы, он сделал накрой для последующего соединения при сборке и по точному шаблону заранее прокалывал в листах дыры для заклёпок. Сборка корпуса из заготовленных таким образом листов обшивки была намного проще и быстрее. В 1881 году лодки были построены и распределены по крепостям, однако боевого применения не имели.
В 1882 году было основано Франко-русское акционерное промышленное общество, в которое вошли судостроительные заводы и верфи Российской империи. Пётр Титов был назначен главным инженером Франко-русского судостроительного завода в Санкт-Петербурге. 16 августа 1883 года на верфи «Галерный островок» Франко-русского судостроительного завода под руководством Титова началась постройка парусно-винтового корвета «Витязь», а 13 октября 1883 года — однотипного корабля «Рында». Корабли были первыми российскими судами, корпус которых строился не из железа, а из судостроительной стали. Титову пришлось самому разработать технологию её обработки, также Титов применил собственную технологию разметки и проколки «дыр» в листах наружной обшивки. При спуске «Витязя» на воду 23 октября 1884 года произошла авария — корабль пробороздил кормой по грунту, и руль вывернул петли ахтерштевня. Под руководством Титова был сделан новый ахтерштевень усиленной конструкции и отремонтирован руль, поднятый со дна Невы. Корабль, впервые в отечественной истории кораблестроения, был отремонтирован без ввода в док, с помощью деревянного кессона, придуманного и созданного корабелом. 18 июня 1885 года был успешно спущен на воду второй в серии из двух кораблей бронепалубный корвет «Рында», первым командиром которого стал С. О. Макаров, известный впоследствии адмирал.
В марте 1886 года Пётр Акиндинович приступил к постройке эскадренного броненосца «Император Николай I» (спущен на воду 20 мая 1889 года). Наблюдающим за постройкой был назначен старший судостроитель Н. Е. Кутейников, корабельными инженерами А. Н. Крылов, Е. А. Введенский, Н. П. Хомяков и П. И. Боков. При строительстве броненосца П. А. Титов ввёл целый ряд оригинальных приёмов, дававших заводу значительную экономию в материалах и рабочей силе. По его инициативе броненосец строился без рыбин, вместо них использовались днищевые и палубные стрингеры. Всю разбивку стрингеров и их растяжку на плазе Титов выполнял лично, после окончания рабочего дня, так как днём был загружен текущей работой.
1 июля 1889 года П. А. Титов приступил к строительству броненосца «Наварин», первого русского броненосца с возможностью совершать дальние океанские походы, который был спущен на воду 8 октября 1891 года. Это был последний корабль, построенный Титовым. В 1891 году председатель правления Общества франко-русских заводов, директор кораблестроения французского флота, член Парижской академии наук де Бюсси посетивший постройку «Наварина» дал такую оценку деятельности Титова: «…я 48 лет строил суда французского флота, я бывал на верфях всего мира, но нигде я столь многому не научился, как на этой постройке».

### Учитель и ученик

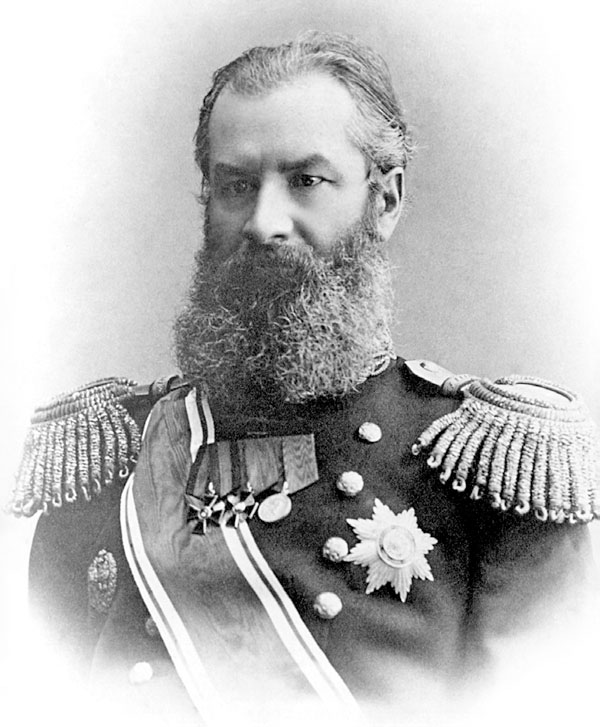
А. Н. Крылов — ученик и учитель П. А. Титова

В июле 1887 года молодой корабельный инженер мичман А. Н. Крылов, впоследствии ставший знаменитым учёным-кораблестроителем, был командирован перед поступлением в академию на практику по кораблестроительным работам на Франко-русский завод. Крылов при строительстве броненосцев тесно сблизился с управляющим верфью Титовым, несмотря на разницу в возрасте почти в 20 лет, а впоследствии подружился с ним. Титов доступно и ясно объяснял будущему академику практические основы строительства кораблей. Титов обладал поразительной верностью конструкторского глаза и неоднократная расчётная проверка назначенных им «на глаз» размеров судовых конструкций всегда подтверждала их правильность. Но отсутствие учебной базы сказывалась на работе мастера, он обратился с просьбой к Крылову: «…Вижу я, ты по цифирному делу мастак. Обучи ты меня этой цифири, сколько её для моего дела нужно, — только никому не говори, а то засмеют…» Крылов стал помогать Петру Акиндиновичу в изучении основ математики, алгебры, геометрии, сопротивления материалов, статики и теории корабля. Крылов научил Титова вычислению по логарифмам и пользованию логарифмической линейкой, что для того времени было редкостью.
Титов в конце своей жизни разработал чертёж барки для отвоза нечистот, автоматически промываемую струёй от винта буксирующего её парохода, и хотел представить этот чертёж на выставку канализации и водоснабжения, предложив постройку таких барж Санкт-Петербургскому городскому управлению. Крылов ознакомившись с проектом по-дружески посоветовал Титову: «Смотри, есть „поповки“, а если баржи назовут „титовки“ — навек прославишься», после чего Титов отказал от своего проекта. Много лет спустя Крылов, будучи уже академиком, выступал перед студентами Ленинградского кораблестроительного института и свою речь закончил словами: «Желаю вам стать Титовыми».
В 1892—1893 годах Морское министерство организовало конкурс на проект броненосца с заданными техническими требованиями. Из многочисленных представленных проектов Морской технический комитет выделил два, под девизами «Непобедимый» (на 1-ю премию) и «Кремль» (на 2-ю премию). По вскрытии конвертов оказалось, что оба проекта принадлежат П. А. Титову, к которому многие члены комитета относились свысока. Эти проекты получили высшие премии. От получения премий Пётр Акиндинович отказался, передав их Техническому училищу Морского ведомства.
Построить новый корабль Петру Титову суждено не было, он скоропостижно скончался в ночь с 15 на 16 (28) августа 1894 года в Санкт-Петербурге.

## Корабли, построенные П. А. Титовым

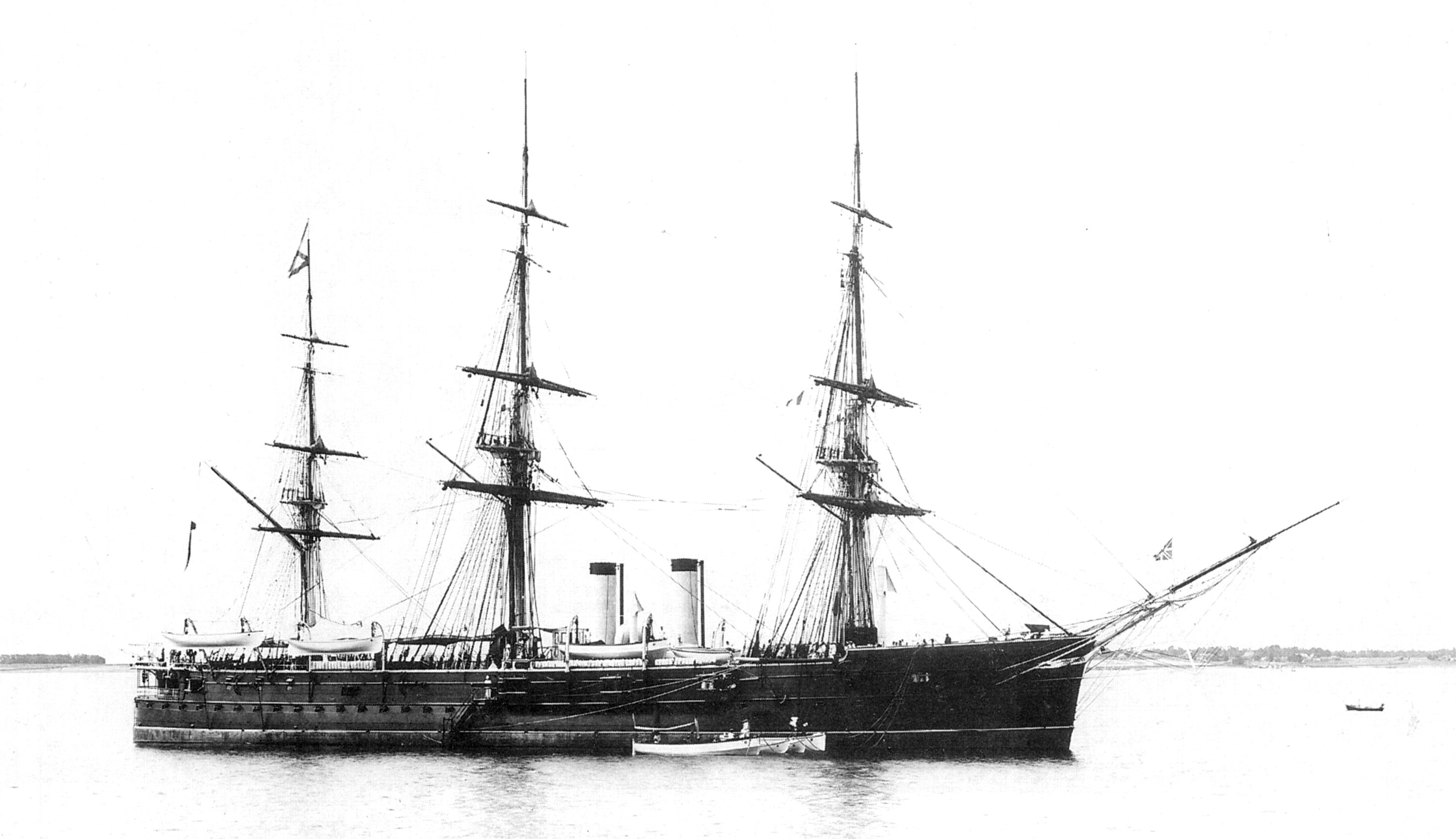
Фрегат «Генерал-адмирал» (1873)
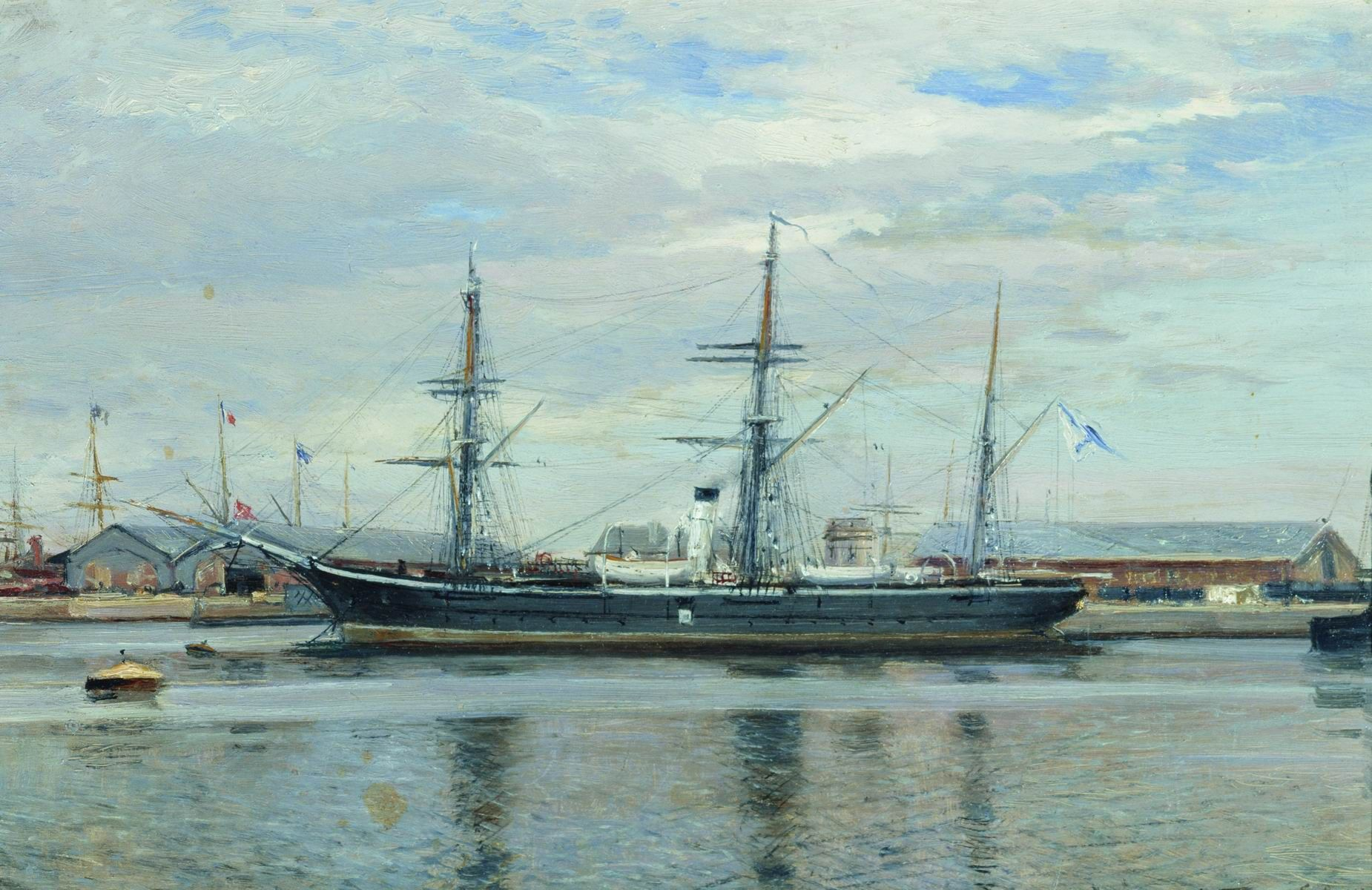
Клипер «Разбойник» (1878)
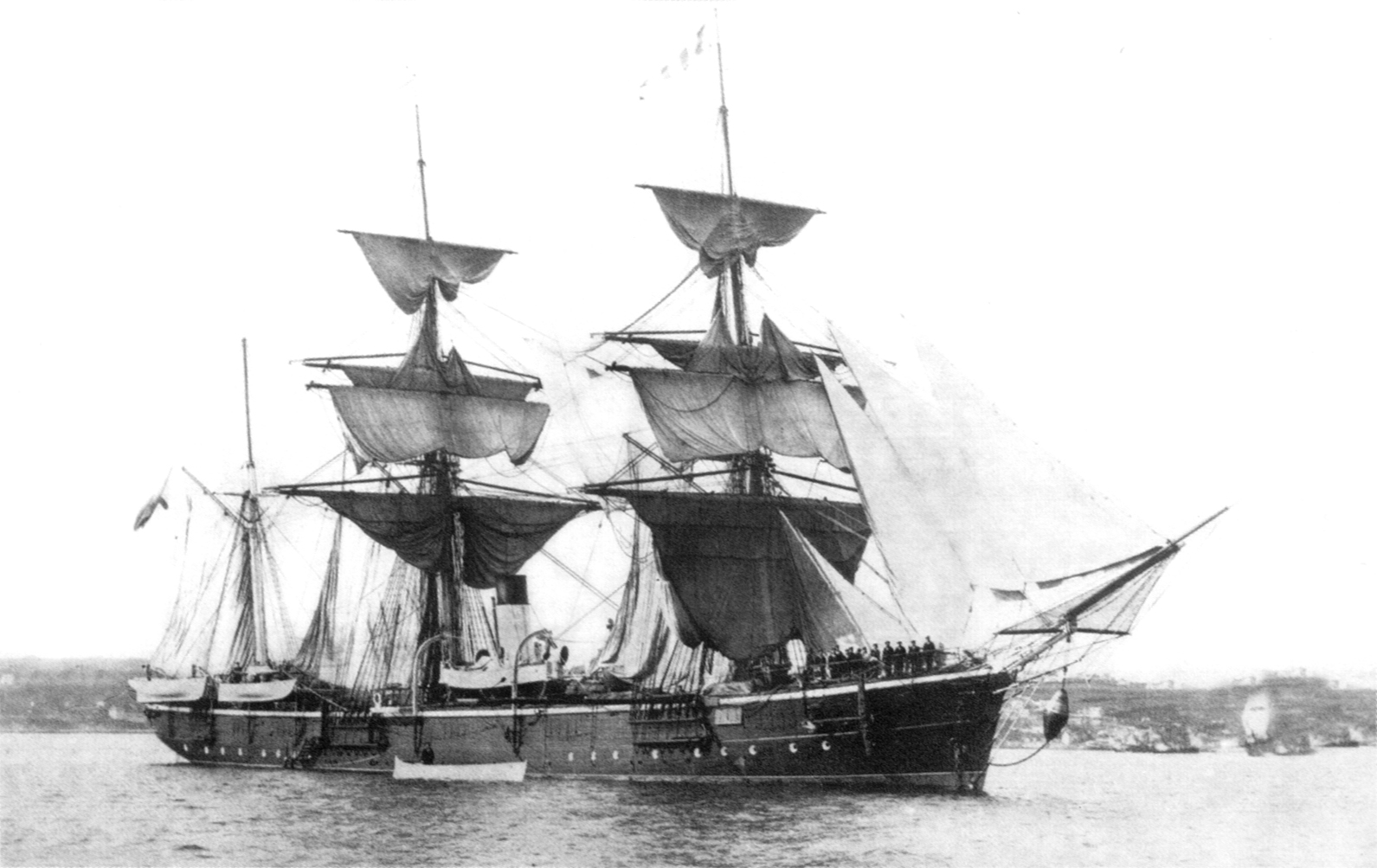
Клипер «Вестник» (1880)
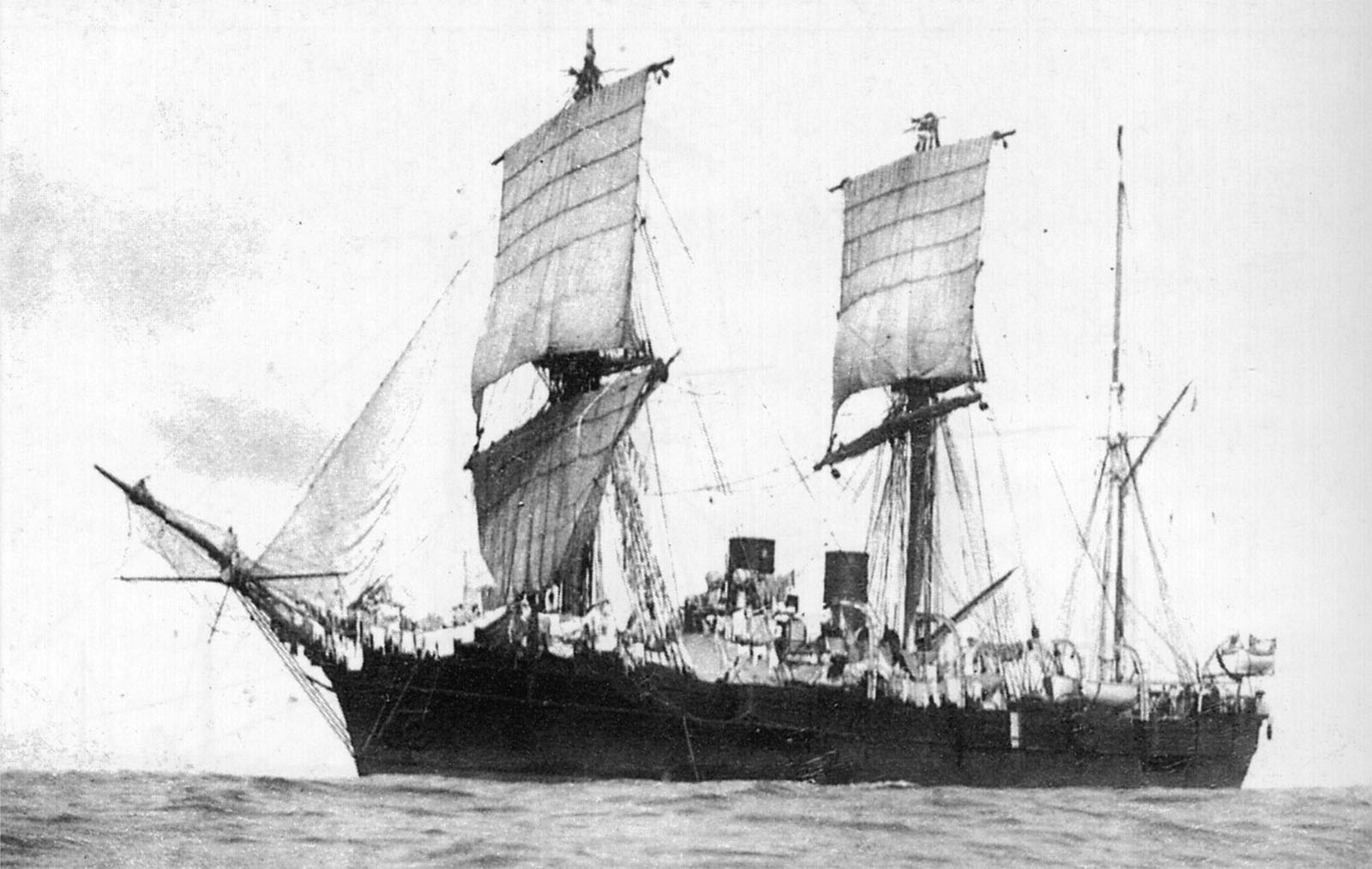
Корвет «Витязь» (1884)
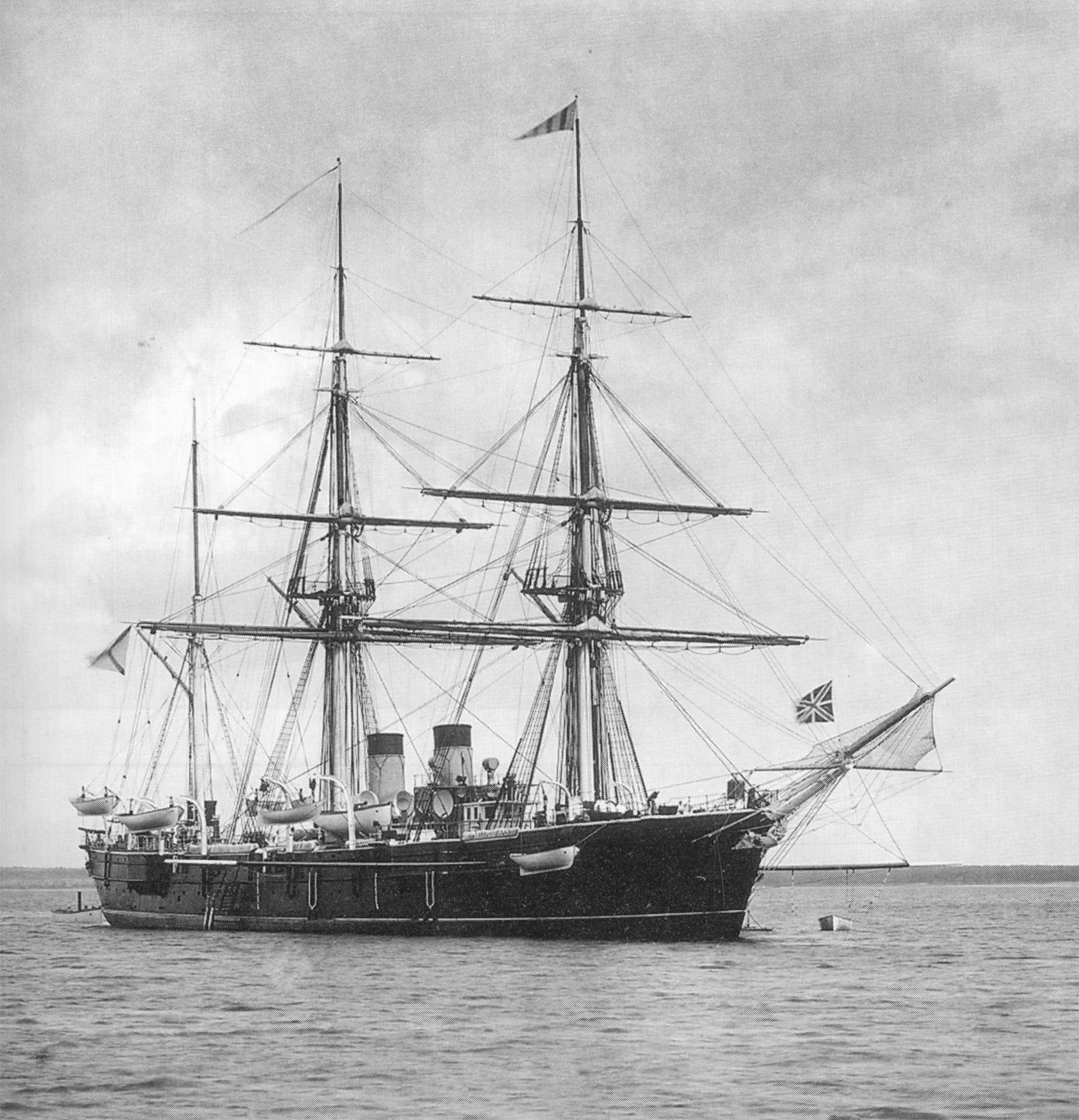
Корвет «Рында» (1885)
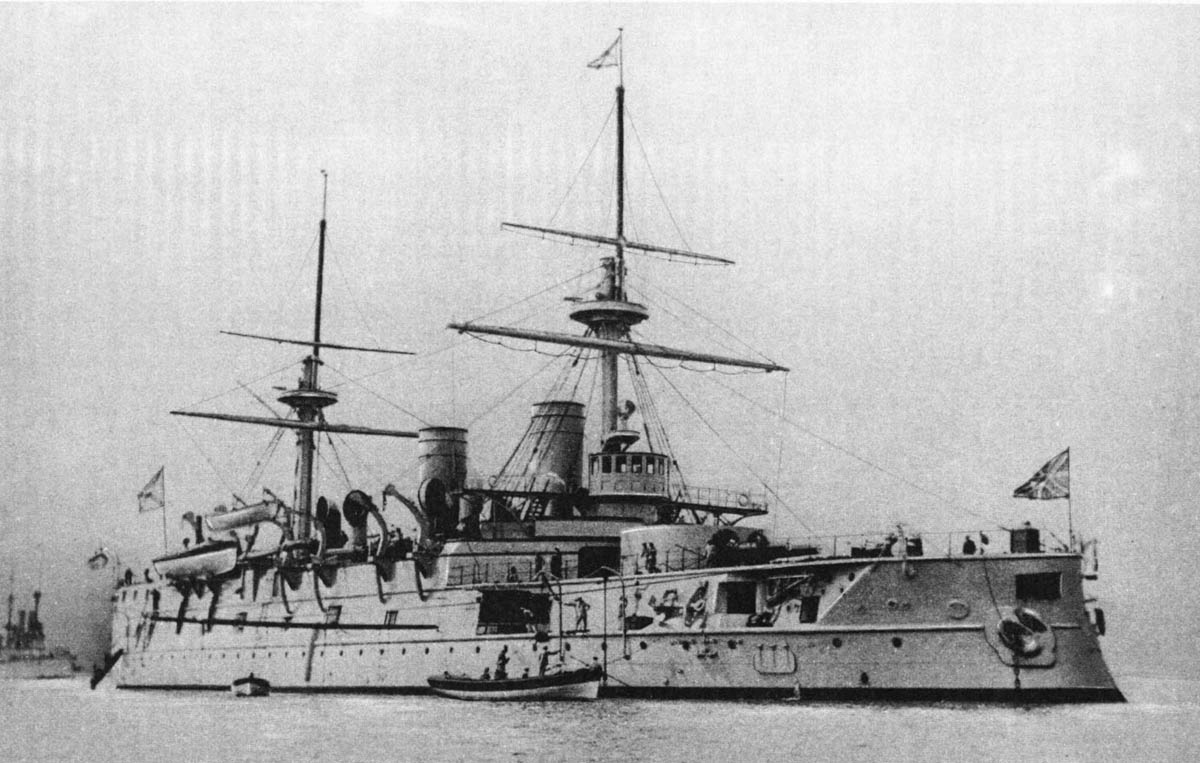
Броненосец «Император Николай I» (1889)
Броненосец «Наварин» (1891)

## Память
Академик АН СССР А. Н. Крылов в своей книге «Мои воспоминания», изданной более десяти раз многотысячным тиражом, посвятил специальную главу П. А. Титову.